# Noah Cates
Noah Cates, född 5 februari 1999, är en amerikansk professionell ishockeyforward som spelar för Philadelphia Flyers i National Hockey League (NHL).
Han har tidigare spelat för Minnesota Duluth Bulldogs i National Collegiate Athletic Association (NCAA) och Omaha Lancers i United States Hockey League (USHL).
Cates draftades av Philadelphia Flyers i femte rundan i 2019 års draft som 137:e spelare totalt.
Han är yngre bror till Jackson Cates, som själv spelar för Philadelphia Flyers.

## Statistik
| 2014–2015   | Stillwater Ponies         |             | 25  | 13 | 17 | 30 | 10  | 3 | 0 | 0 | 0 | 0 |
|             | Team TDS Transportation   |             | 5   | 0  | 1  | 1  | 0   | — | — | — | — | — |
| 2015–2016   | Stillwater Ponies         |             | 25  | 20 | 34 | 54 | 6   | 3 | 3 | 3 | 6 | 2 |
|             | Team Northeast            |             | 20  | 3  | 12 | 15 | 6   | 3 | 0 | 4 | 4 | 0 |
|             | Omaha Lancers             | USHL        | 2   | 1  | 0  | 1  | 2   | — | — | — | — | — |
| 2016–2017   | Stillwater Ponies         |             | 25  | 20 | 45 | 65 | 10  | 3 | 3 | 2 | 5 | 2 |
|             | Team Northeast            |             | 21  | 9  | 15 | 24 | 10  | 3 | 1 | 1 | 2 | 4 |
|             | Omaha Lancers             | USHL        | 11  | 2  | 5  | 7  | 6   | — | — | — | — | — |
| 2017–2018   | Omaha Lancers             | USHL        | 60  | 21 | 34 | 55 | 26  | 4 | 1 | 2 | 3 | 0 |
| 2018–2019   | Minnesota Duluth Bulldogs | NCAA        | 40  | 9  | 14 | 23 | 33  | — | — | — | — | — |
| 2019–2020   | Minnesota Duluth Bulldogs | NCAA        | 34  | 14 | 19 | 33 | 35  | — | — | — | — | — |
| 2020–2021   | Minnesota Duluth Bulldogs | NCAA        | 28  | 5  | 14 | 19 | 25  | — | — | — | — | — |
| 2021–2022   | Philadelphia Flyers       | NHL         | 1   | 0  | 0  | 0  | 0   | — | — | — | — | — |
|             | Minnesota Duluth Bulldogs | NCAA        | 37  | 11 | 13 | 24 | 19  | — | — | — | — | — |
| NHL totalt  | NHL totalt                | NHL totalt  | 1   | 0  | 0  | 0  | 0   | — | — | — | — | — |
| NCAA totalt | NCAA totalt               | NCAA totalt | 139 | 39 | 60 | 99 | 112 | — | — | — | — | — |
| USHL totalt | USHL totalt               | USHL totalt | 73  | 24 | 39 | 63 | 34  | 4 | 1 | 2 | 3 | 0 |

### Internationellt
| Källa: Uppdaterad: 2022-03-31 | Källa: Uppdaterad: 2022-03-31 | Källa: Uppdaterad: 2022-03-31 |         | Utv = Utvisningsminuter | Utv = Utvisningsminuter | Utv = Utvisningsminuter | Utv = Utvisningsminuter | Utv = Utvisningsminuter |
| År                            | Lag                           | Mästerskap                    | Matcher | Mål                     | Assists                 | Poäng                   | Utv                     |                         |
| ----------------------------- | ----------------------------- | ----------------------------- | ------- | ----------------------- | ----------------------- | ----------------------- | ----------------------- | ----------------------- |
| 2019                          | USA                           | JVM                           | 7       | 3                       | 2                       | 5                       | 2                       |                         |
| 2022                          | USA                           | OS                            | 4       | 1                       | 0                       | 1                       | 2                       |                         |
| Junior totalt                 | Junior totalt                 | Junior totalt                 | 7       | 3                       | 2                       | 5                       | 2                       |                         |
| Senior totalt                 | Senior totalt                 | Senior totalt                 | 4       | 1                       | 0                       | 1                       | 2                       |                         |